# Cryptophagus cylindrus
Cryptophagus cylindrus är en skalbaggsart som beskrevs av Ernst Hellmuth von Kiesenwetter 1858. Cryptophagus cylindrus ingår i släktet Cryptophagus, och familjen fuktbaggar. Arten är reproducerande i Sverige.